# Esteban Gutiérrez Fernández
Esteban Gutiérrez Fernández (Oviñana, 20 d'octubre de 1960) és un exfutbolista asturià, que ocupava la posició de defensa.

## Trajectòria
Provinent del modest Ensidesa, recala a l'Sporting de Gijón, amb el qual debuta en primera divisió a la temporada 82/83. A l'any següent es consolida en el primer equip, tot sent una peça clau dels asturians durant mitjans de la dècada. Tan sols va caure de l'onze inicial la temporada 84/85, a causa d'una lesió.
L'estiu de 1988, el seu bon joc va possibilitar el seu fitxatge pel Reial Madrid. Eixe any, els blancs van fer doblet, i Esteban va ser dels jugadors més usats. A l'any següent, però, una nova lesió fa que tan sols jugue set partits. El seu equip repeteix lliga i s'apunta la Supercopa.
Després de dos anys al Bernabéu, l'asturià recala al Reial Saragossa. Seria de nou titular a l'equip aragonès durant les tres primeres campanyes, fins que la temporada 93/94 patiria una nova lesió que el mantindria gairebé en blanc. El Saragossa guanyaria la Copa del Rei eixe any.
La temporada 94/95, el defensa deixa el quadre aragonès i el futbol d'elit després de 309 partits a primera divisió. Recala al Racing de Ferrol, de Segona B, on jugaria una temporada abans de retornar a Astúries, al Caudal de Mieres, club on es va retirar el 1998.